# Touzi Datong
Touzi Datong (chiń. 投子大同, pinyin Tóuzĭ Dàtóng; kor. 투자대동 T’uja Taedong, jap. Tōsu Daidō, wiet. Đầu Tử Đại Đồng; ur. 819, zm. 914) – chiński mistrz chan, uczeń Cuiweia Wuxuego.

## Życiorys
Pochodził z Shuzhou w południowej części dzisiejszej prowincji Anhui.
Dom opuścił jako młody człowiek i rozpoczął praktykę chan u mistrza Bao Tangmana. Najpierw studiował techniki medytacyjne, których opis znajdował się w Anapana sutra, a więc najpewniej chodziło tu o uspokojenie umysłu i śledzenie swojego oddechu.
W jakiś czas potem przeczytał Sutrę girlandową i rozpoczął praktykę u mistrza chan Cuiweia Wuxuego. Po osiągnięciu oświecenia udał się w wędrówkę po Chinach. Po jakimś czasie powrócił w okolice, z których pochodził i osiadł na górze Touzi.
Na górze tej wybudował sobie chatkę; przebywał tam ponad 30 lat. Jego sława jako nauczyciela chanu rosła i Zhaozhou Congshen wybrał się do niego.
Pewnego dnia Zhaozhou przybył do Dongcheng [w pobliżu] góry Touzi. Touzi zszedł z góry. Spotkali się na drodze.
Zhaozhou spytał go Czy nie jesteś gospodarzem z góry Touzi?
Touzi rzekł [jak żebrak] Herbatę, sól, monetę, proszę pomóż mi!
Zhaozhou udał się do chatki Touziego i usiadł w niej. Po jakimś czasie powrócił Touzi niosąc dzban z olejem.
Zhaozhou powiedział Od dawna słyszałem o Touzim, ale od czasu, gdy tu przyszedłem widzę tylko zasiedziałego sprzedawcę oleju.
Touzi powiedział Zobaczyłeś tylko zasiedziałego sprzedawcę oleju. Ale nie rozpoznałeś Touziego.
Zhaozhou powiedział Kto to jest Touzi?
Touzi podniósł dzban z olejem i krzyknął Olej! Olej!
Zhaozhou spytał Co powiesz o człowieku, który doświadcza wielkiej śmierci i w ten sposób osiąga życie?
Touzi powiedział Nie może podróżować w nocy. Musi przybyć w dzień.
Zhaozhou powiedział Kiedyś dokonałem kradzieży, ale jesteś gorszy niż ja.
Ponieważ do mistrza nieustannie przybywali uczniowie spragnieni jego nauk, wybudowano klasztor, który często nie mógł pomieścić chętnych. Mimo tego mistrz udzielał nauk nawet w zatłoczonej sali.
Mnich spytał [mistrza] Czy w całym zbiorze zapisanych nauk jest jakaś jedna szczególnie ważna czy też nie?
Touzi powiedział Zademonstruj nauki wszystkich pism!
Mnich spytał Jedna Dharma powszechnie odświeża wszelkie istnienie. Co to za Dharma?
Touzi powiedział Padający deszcz.
Mnich spytał Co to jest ostatnie słowo?
Touzi odparł Słowo, którego nie rozumiesz na początku.
W 883 r. rewolta Huang Chao spowodowała chaos i katastrofę. Jeden z bandytów przyłożył nóż do mistrza i powiedział Co tu robisz żyjąc tu? Touzi spokojnie kontynuował wyjaśnianie Dharmy. Gdy skończył, bandyta pokłonił się, zdjął swoje ubranie i ofiarował je jako dar.
6 dnia 4 miesiąca 914 r. mistrz lekko zachorował. Mnisi wezwali lekarza.
Touzi powiedział Cztery wielkie czynności życia odpływają i przypływają nieustannie. Nie musicie się tym przejmować. Potrafię zatroszczyć się o siebie.
Po wypowiedzeniu tych słów mistrz usiadł w medytacyjnej pozycji i zmarł.
Otrzymał pośmiertne imię „wielki nauczyciel Współczujący Pomocnik”.
Występuje w gong’anach 41, 79, 80 i 91 z Biyan lu.

## Linia przekazu Dharmy zen
Pierwsza liczba oznacza Klub Sierpień 80 pokoleń mistrzów od 1 Patriarchy indyjskiego Mahakaśjapy.
Druga liczba oznacza Klub Sierpień 80 pokoleń od 28/1 Bodhidharmy, 28 Patriarchy Indii i 1 Patriarchy Chin.
Trzecia liczba oznacza początek nowej linii przekazu w danym kraju.
- 33/6. Dajian Huineng (638–713)
  - 34/7. Qingyuan Xingsi (660–740)
    - 35/8. Shitou Xiqian (700–790)
      - 36/9. Zhaodi Huilang
      - 36/9. Jingzhao Shili
      - 36/9. Changzu Kuang (bd)
        - 37/10. Shishi Qingguang (bd)

      - 36/9. Dadian Baotong (zm. 819)
        - 37/10. Sanping Yizhong (768–824) lub (781–872)?
        - 37/10. Hanyu (768–824)

      - 36/9. Danxia Tianran (738–824)
        - 37/10. Cuiwei Wuxue (739–824)
          - 38/11. Zingbing (bd)
          - 38/11. Touzi Datong (819–914)
            - 39/12. Dongkeng Yanjun (882–966)
            - 39/12. Dayang Daokai (bd)
            - 39/12/1. Ch'anyu Togwang (869–958) Korea